# Maurice de Montréal
Maurice de Montréal est un seigneur d'Outre-Jourdain et de Montréal de 1148 à après 1152. Il succède à son oncle, Payen le Bouteiller, et continue la construction du crac des Moabites. Il a accordé des fiefs à l'ordre de Saint-Jean de Jérusalem dans ses domaines et a participé au siège d'Ascalon en 1153.

## Biographie

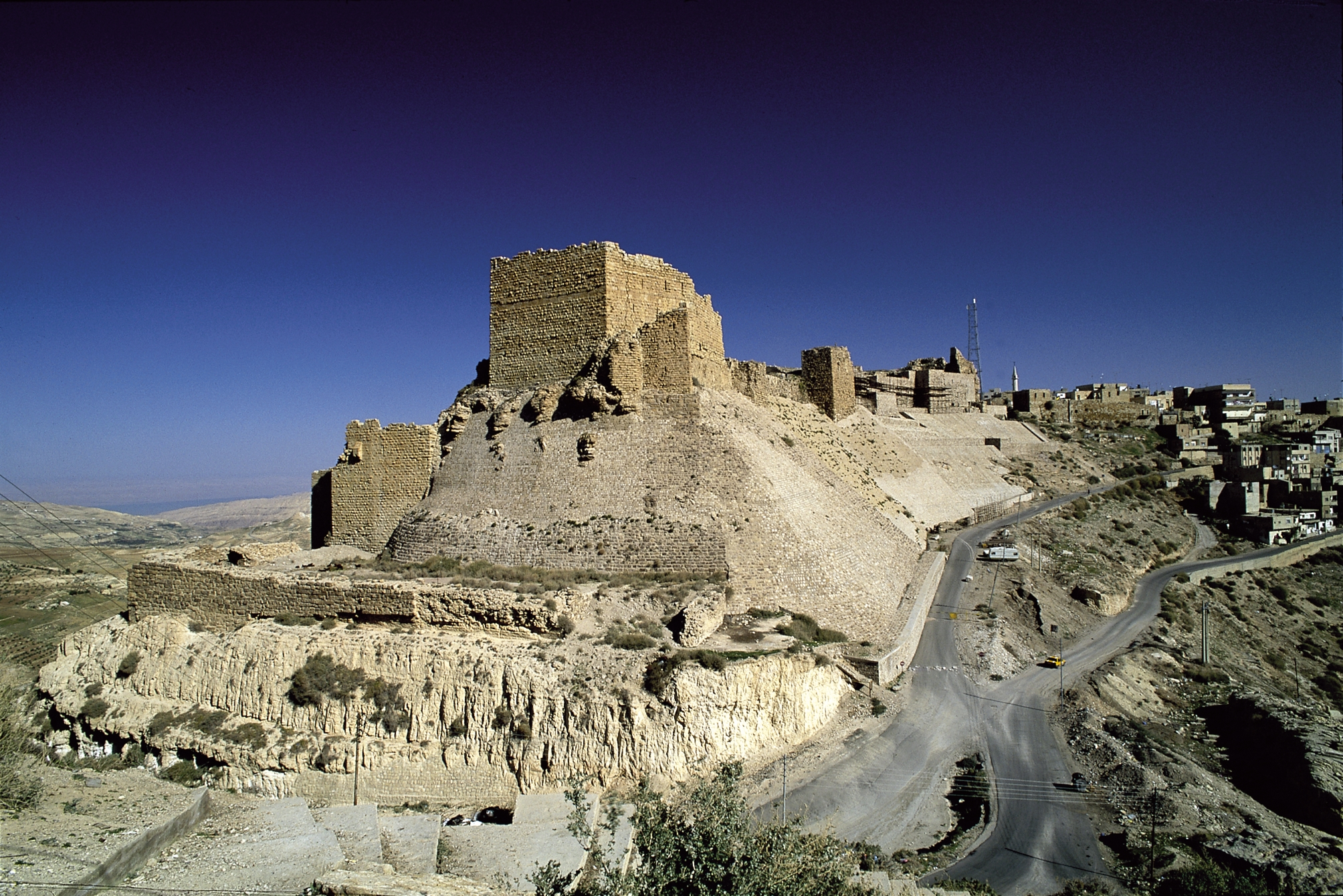
Le Krak de Moab (à présent Al-Karak en Jordanie)

L'historien Malcolm Barber décrit Maurice de Montréal comme « une ombre dans l'histoire » du royaume de Jérusalem.
Il hérite de la seigneurie d'Outre-Jourdain de son oncle, Payen le Bouteiller,, qui meurt à la fin des années 1140s,. Il continue la construction de Kérak.
Selon l'unique charte qui le mentionne, Maurice donne la partie basse de Kerak et une maison du Krak de Montréal à l'ordre de Saint-Jean de Jérusalem in 1152. À cette occasion, il leur donne aussi deux villages en fief, ainsi que le droit de naviguer librement sur la Mer Morte.
Guillaume de Tyr le cite parmi les barons qui aident Baudouin III, roi de Jérusalem, pendant le siège d'Ascalon en 1153.
Steven Runciman écrit que la femme de Philippe de Milly était fille de Maurice, mais son nom, Isabelle, n'est mentionné qu'à cette occasion. De plus, Philippe de Milly tenait l'Outre-Jourdain de Baudouin III de Jérusalem à la suite d'un échange de fief en 1161.

## Sources
- (en) Cet article est partiellement ou en totalité issu de l’article de Wikipédia en anglais intitulé « Maurice of Montreal » (voir la liste des auteurs).
- (en) Malcolm Barber, The New Knighthood : A History of the Order of the Temple, Cambridge University Press, 1994, 464 p. (ISBN 978-1-107-60473-5, lire en ligne)
- (en) Malcolm Barber, The career of Philip of Nablus in the kingdom of Jerusalem, 2003, dans Peter Edbury et Jonathan Phillips, The Experience of Crusading, Volume 2, Cambridge University Press, 2003, 60-74 p. (ISBN 0-521-78151-5)
- (en) Marcus Milwright, The Fortress of the Raven : Karak in the Middle Islamic Period (1100–1650), BRILL, 2008, 445 p. (ISBN 978-90-04-16519-9, lire en ligne)
- (en) Steven Runciman, A History of the Crusades, Volume II : The Kingdom of Jerusalem and the Frankish East, 1100-1187, Cambridge University Press, 1989, 542 p. (ISBN 0-521-06163-6)
- (en) Charles Cawley, « Jerusalem Nobility - lords of Oultrejourdain », sur Medieval Lands, Foundation for Medieval Genealogy, 2006-2016 (consulté le 18 avril 2018)